# Roger Marche
Roger Marche (Villers-Semeuse, 1924. március 5. – Charleville-Mézières, 1997. november 1.) francia válogatott labdarúgó.

## Sikerei, díjai

### Klub
- Stade de Reims
  - Francia bajnok: 1948–49, 1952–53
  - Francia kupa: 1949–50
  - Francia szuperkupa: 1949

### Válogatott
- Franciaország
  - Labdarúgó-világbajnokság bronzérmese: 1958